# Villa Rosenegg

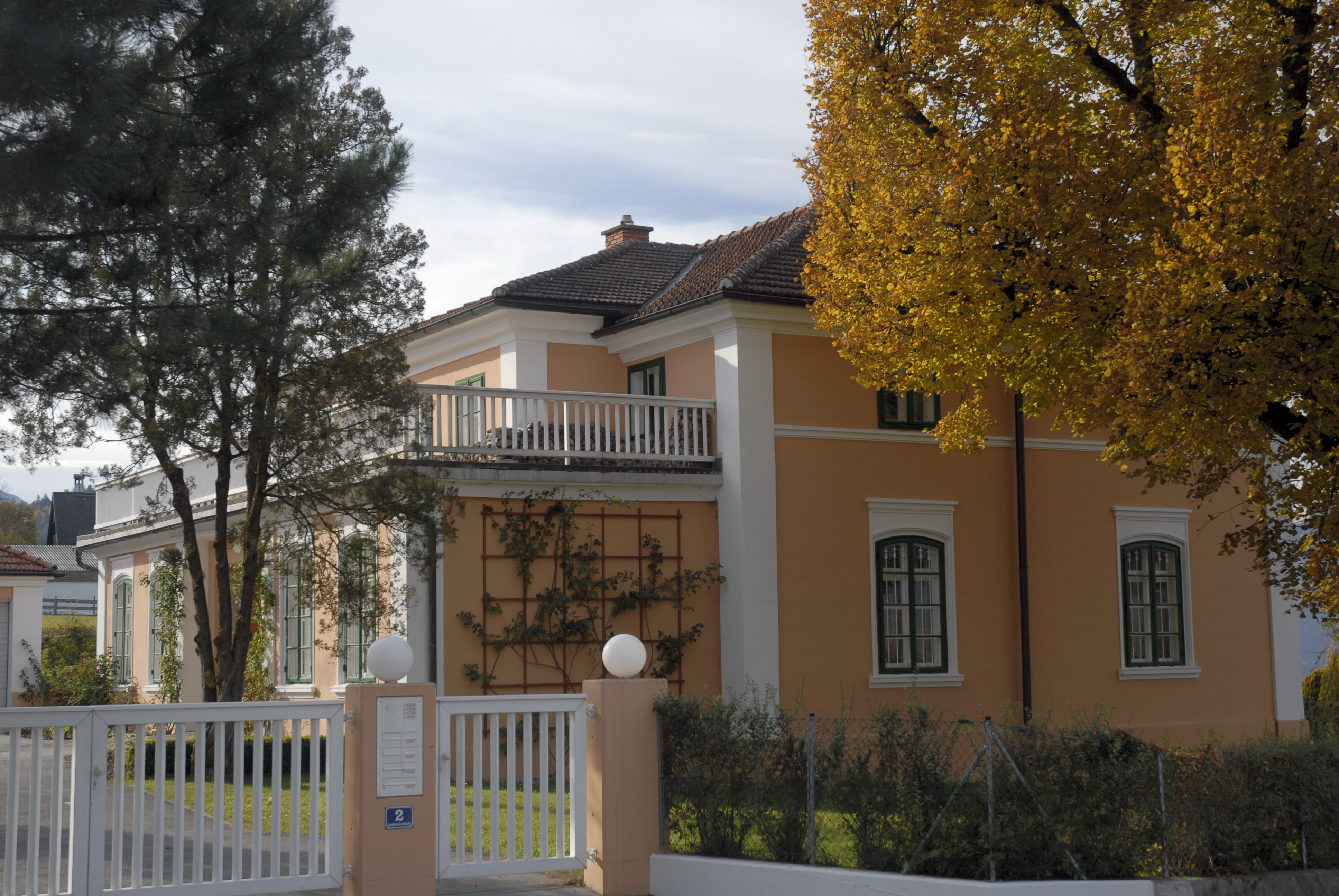
Villa Rosenegg in Aldrans

Die Villa Rosenegg befindet sich in der Gemeinde Aldrans im Bezirk Innsbruck-Land von Tirol (Innsbrucker Straße 2).
Die Innsbrucker Familie Ortlieb ließ die biedermeierliche Sommerfrischevilla um 1856 erbauen. Abgesehen von kleineren Umbauten 1873 und 1910 blieb das Gebäude unverändert. Die Villa war Aufenthaltsort des Dichters Hermann von Gilm zu Rosenegg. Von 1926 bis 1942 war die Villa Wohnsitz des Tiroler Schriftstellers Rudolf Greinz. 2018 wurde das Gebäude von den Besitzern, den Nachfahren Greinz', der Universität Innsbruck geschenkt.
Das denkmalgeschützte Gebäude besitzt einen rechteckigen Grundriss, ein flaches Walmdach, ein hohes Erdgeschoß und ein aufgesetztes Mezzanin. In der quadratischen Portalöffnung stehen zwei eingestellte Säulen mit ionischen Kapitellen aus Naturstein. Die Fassaden sind durch Mittelrisalite an der Süd- und Nordseite sowie Putzgliederung mit Eckpilastern, Gurtgesimsen und Putzfaschen gestaltet.